# Westrup
Westrup ist ein Ortsteil der Gemeinde Stemwede im nordrhein-westfälischen Kreis Minden-Lübbecke. Er hat etwa 560 Einwohner.

## Geographische Lage
Westrup liegt im Naturpark Dümmer am Südfuß der Kollwesshöh, der höchsten Erhebung des Stemweder Bergs. Es befindet sich zwischen den Stemweder Gemeindeteilen Arrenkamp im Westen und Wehdem im Ostnordosten in einem Obstanbaugebiet. 

## Geschichte
Bis zur Franzosenzeit gehörte Westrup zur Vogtei Stemwederberg im Amt Rahden des Fürstentums Minden. Von 1807 bis 1810 gehörte der Ort zum Kanton Levern des napoleonischen Satellitenstaats Königreich Westphalen. Von 1811 bis 1813 gehörte Westrup unmittelbar zu Frankreich und dort zur Mairie Wehdem im Arrondissement Minden des Departements der Oberen Ems. 1816 kam der Ort zum neuen Kreis Rahden, aus dem 1832 der Kreis Lübbecke wurde. Bis zum 31. Dezember 1972 bildete Westrup eine Gemeinde im Amt Wehdem bzw. seit 1936 im Amt Dielingen-Wehdem des Kreises Lübbecke. Westrup wurde am 1. Januar 1973 in die neue Gemeinde Stemwede eingegliedert.

## Infrastruktur und Kultur
Der Ort verfügt über eine Kindertagesstätte. Die alljährlich größte Veranstaltung in Westrup ist das Schützenfest, das Anfang Juni stattfindet. Westrup war Preisträger im Wettbewerb „Unser Dorf soll schöner werden“. 
Nachdem 2011 die Grundschule in Westrup geschlossen worden war, gründeten aktive Bürger im selben Jahr die Dorfwerkstatt Westrup e. V. Mit diesem Bürgerverein möchte man sich den Herausforderungen des demografischen Wandels stellen, die Anliegen der Bürger bündeln und die Gemeinschaft stärken. Alle dörflichen Vereine und Vereinigungen sind in die Dorfwerkstatt eingebunden, um einen möglichst breiten Konsens zu finden. Innerhalb von zwei Jahren sind 62 Bürger Mitglied geworden (Stand Februar 2013). Man betreibt neben der Internetseite www.westrup.de auch einen Newsletter, den Ausrufer. Durch Projekte zu verschiedenen Themen versucht die Dorfwerkstatt die Attraktivität und Lebensqualität von Westrup und der Region zu stärken.

## Verkehr
Die nächsten Autobahnen sind die A 30 und die A 1. Beide sind innerhalb von 20 Minuten erreichbar. Die nächstgelegenen Bahnhöfe sind in Lemförde (Hauptstrecke Bremen-Osnabrück) und Rahden (Regionalbahn in Richtung Bielefeld).